# Zou Zhe
Zou Zhe ou Tseou Tche-Lin ou Tsou Chih-Lin, surnom: Fan-glu est un peintre chinois du XVIIe siècle originaire de Suzhou (qui est une ville de la province du Jiangsu à l'est de la Chine). Il est né en 1636 et mort en 1708. Sa principale activité se passe à Nankin.

## Biographie
Zou Zhe est un peintre de paysages dans le style de son père, Zou Dian, ainsi que de fleurs et d'arbres dans celui de Wang Yuan. Il fait partie des Huit Maîtres de Nankin; le Musée de Shanghai conserve une de ses œuvres en couleur sur papier, Conversation avec un prêtre bouddhiste.

## Les Huit Maîtres de Jinling
Au début de la dynastie des Qing, se constitue un groupe d'artistes, appelés les Huit Maîtres de Jinling. Capitale nationale au début des Ming et centre politique, culturel et économique du Sud-Est de la Chine, Jinling (actuelle Nanjing) est la ville la plus importante après Beijing. Après la fondation des Qing, de nombreux loyalistes s'y rassemblent. Les Huit Maîtres de Jinling — Gong Xian, Fan Qi, Zou Zhe, Wu Hong, Hu Zao, Gao Cen, Ye Xin et Xie Sun (XVIIe siècle) — gardent pour la plupart leur loyauté aux Ming et expriment leurs sentiments dans leurs œuvres. On leur doit principalement des paysages de la région de Jinling. Gong Xian est le plus influent et le plus accompli des Huit Maîtres de Jinling.
La vie des sept autres Maîtres de Jinling est bien moins connue, bien qu'un grand nombre de leurs peintures soient reconnues. Il est possible que Zou Zhe ait peint des fleurs, mais il ne subsiste de lui que des peintures de paysages. Ses compositions représentent des rangées de pins rabougris sur des pentes, ou de jeunes pins accrochés aux rochers. Parfois, il y intègre des bâtiments situés dans la plaine et des figures humaines, qui ajoutent à l'intimité rustique de ses œuvres.

## Musées
- Shanghai:
  - Conversation avec un prêtre, couleur sur papier.